# Penglai Shan
Pour les articles homonymes, voir Penglai (homonymie).

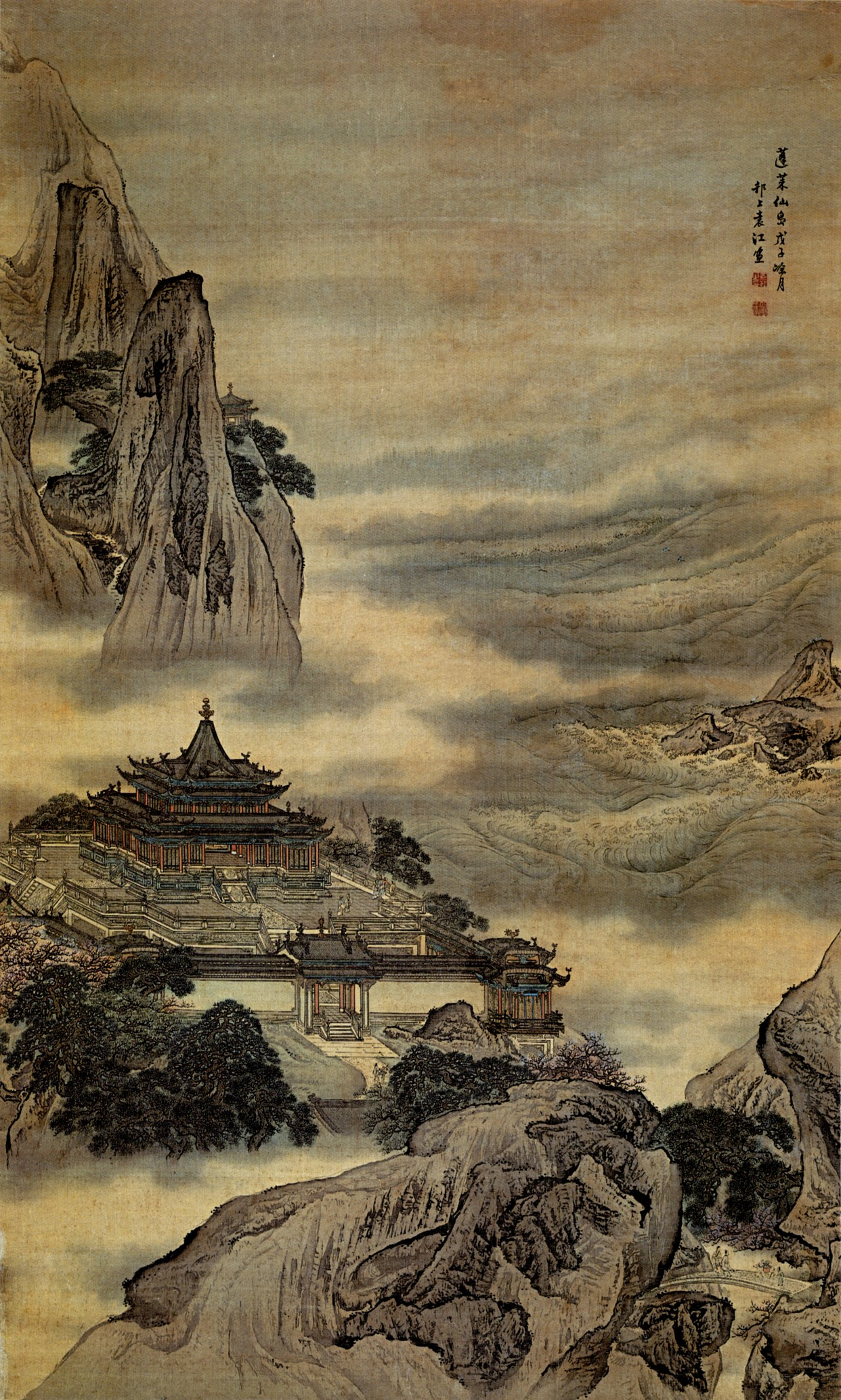
Penglai Shan.

En Chine, le mont Penglai (chinois traditionnel : 蓬萊山 ; chinois simplifié : 蓬莱山 ; pinyin : pénglái shān) est le lieu où les huit conseillers (八公, bāgōng) de Liu An tiennent leur banquet (ils sont considérés comme étant devenus immortels, mais ce ne sont pas les huit immortels du taoïsme). Ses fruits sont l'élixir de longue vie et c'est pour cette raison que Qin Shi Huang, l'empereur fondateur de la dynastie Qin, l'a fait rechercher.
Selon le Shanhaijing, la montagne serait sur une île dans l'Est de la mer de Bohai. À l'époque de Qin Shi Huang (-259 – -210), les îles des immortels étaient au nombre de trois : Penglai (蓬萊), Fangzhang (方丈) et Yingzhou (瀛州) ; par la suite, Daiyu (岱輿) et Yuanjiao (員嬌) se sont ajoutées à la liste. La Voie des immortels ayant été absorbée par le taoïsme, ces îles font partie des terres d'immortalité de cette religion.
Aujourd'hui, la ville de Penglai, dans la province du Shandong, est généralement présentée comme le point de départ des huit immortels traversant la mer. Des îles à l'horizon y démarquent la séparation entre la mer de Bohai de la mer Jaune, conduisant de la péninsule du Shandong à la péninsule de Liaodong, sur l'autre rive des deux mers.
En japonais, ce lieu est prononcé Hōrai (蓬莱, prononciation on'yomi) ; il est décrit dans le Kwaidan ou Histoires et études de choses étranges de Lafcadio Hearn.

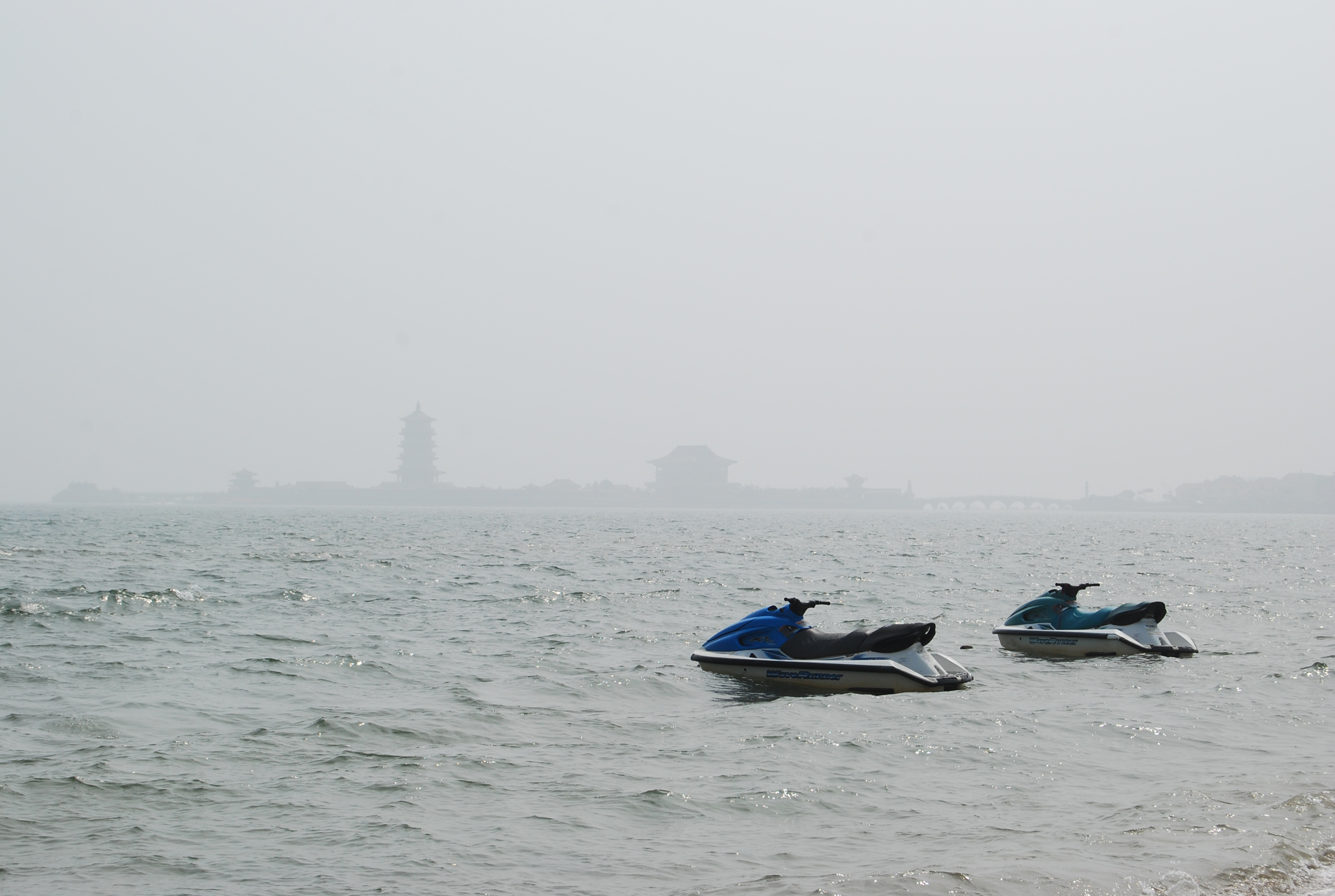
Mirage froid sur la mer, à Penglai.

## Dans la culture
- Dans l'anime Les 12 royaumes (Junni Kokki), Hōrai (蓬莱) est le nom donné par les Japonais à Penglai.